# (32240) 2000 OK39
2000 أو كي 39 (ويعرف أيضًا باسم (32240) 2000 أو كي 39 وفق تسمية الكوكب الصغير) (بالإنجليزية: 2000 OK39)‏ هو كويكب ضمن حزام الكويكبات؛ وترتيبه 32240 من حيث الاكتشاف.
اكتُشف هذا الجُرم الفلكي بواسطة بحث لنكولن عن الكويكبات القريبة من الأرض في 30 يوليو 2000.

## وصلات خارجية
- (32240) 2000 OK39 في قاعدة بيانات مختبر الدفع النفاث لأجرام النظام الشمسي الصغيرة

- الاكتشاف · مخطط المدار ·  العناصر المدارية · المعلمات المادية

- (32240) 2000 OK39 على موقع ويكي سكاي: DSS2, SDSS, GALEX, IRAS, Hydrogen α, X-Ray, Astrophoto, Sky Map, Articles and images